# لیدی ساورین
لوییز آماندا هارمان (به انگلیسی: Louise Amanda Harman) (زادهٔ ۱۹ دسامبر ۱۹۸۵) شناخته شده با نام حرفه‌ای لیدی ساورین (به انگلیسی: Lady Sovereign) خوانندهٔ سبک رپ و گرایم انگلیسی است.

## اوایل زندگی
لیدی ساورین فرزند کالین اندرو هارمان و نیکول وود در منطقهٔ ومبلی واقع در شمال غربی لندن به دنیا آمد. در بچگی بسیار پسرمانند بود و به فوتبال بازی کردن علاقه داشت و از پوشیدن لباس‌های دخترانه متنفر بود. وی اصلاً با محیط مدرسه جور نبود و در پانزده سالگی به خاطر غیبت‌های متعدد و رفتار بد از دبیرستان اخراج شد. پس از آن بعد از مدتی اشتغال به کارهای سطح پایین پس از شنیدن آهنگی از میس داینمایت در رادیو تصمیم گرفت که موسیقی رپ را پیگیری کند.